# Tilman Kuban

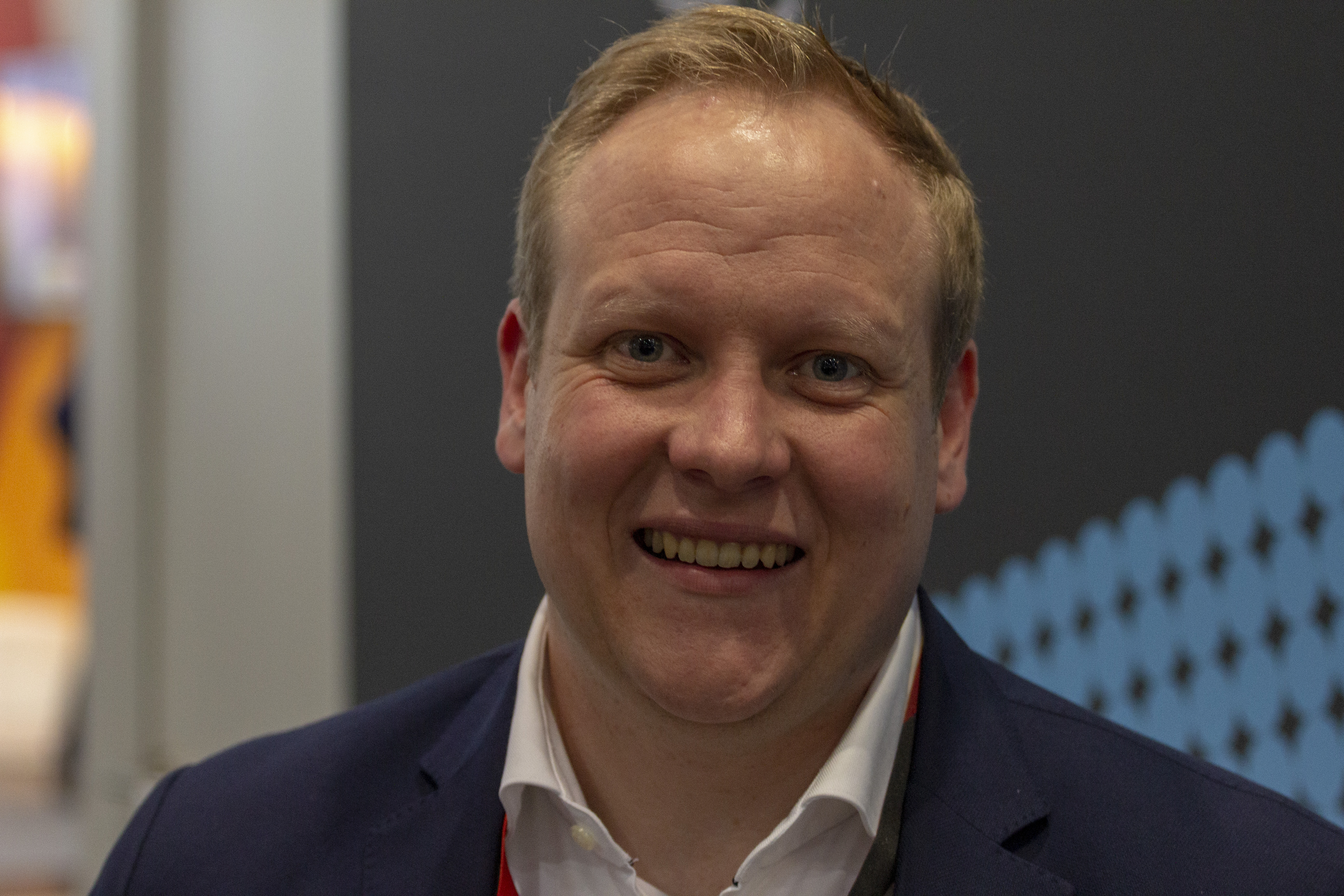
Tilman Kuban, 2019

Tilman Moritz Kuban  (nacido el 26 de mayo de 1987 en Langenhagen) es un político alemán de la CDU que ha sido miembro del Bundestag alemán desde 2021. Ha sido presidente federal de la Junge Union (Unión Joven) desde marzo de 2019 y, por lo tanto, también es miembro asesor sin derecho a voto de la junta ejecutiva federal de la CDU. 

## Origen, trabajo y vida privada
Kuban nació en 1987 como hijo de Annette Kuban y el abogado Berthold Kuban de Barsinghausen, cerca de Hannover. Después de graduarse de la escuela secundaria en Bad Nenndorf en 2006, Kuban estudió derecho en la Universidad de Osnabrück de 2007 a 2013. Completó su práctica de abogado de 2014 a 2016 en el Tribunal Superior Regional de Celle y la completó en 2016 con el segundo examen estatal en derecho. Desde 2016 hasta su elección al parlamento alemán, Kuban trabajó para las asociaciones empresariales de Baja Sajonia como Jefe de Asuntos Legales y Sustentabilidad.
Durante muchos años, Kuban estuvo involucrado como entrenador de su club local, el TSV Kirchdorf, más tarde se convirtió en entrenador de selección de distrito de la NFV para la región de Hannover y luego en cazatalentos juvenil para Hannover 96.  Hoy es miembro de la Comisión de Diversidad de la Asociación de Fútbol de Baja Sajonia y es miembro del Patronato de la Fundación DFB Egidius Braun. 
Kuban vive en Barsinghausen y es evangélico luterano. El 30 de septiembre de 2022 se casó con la abogada Dominique Christine Emerich que es de Baden-Württemberg. Se casaron en Barsinghausen. Emerich también se postuló por la CDU para el Parlamento Regional de Baden-Württemberg en 2021. 

## Carrera política
Kuban ha sido miembro del consejo de la CDU en Barsinghausen  desde 2007 y dirige el comité regulador y voluntario de la ciudad.  También ha sido miembro del consejo de supervisión de Stadtwerke Barsinghausen GmbH desde 2016. 
De 2014 a 2019 fue presidente estatal en Baja Sajonia de la Unión Joven. En el “Día de Alemania” habitual de la Junge Union en octubre de 2018, los delegados lo nominaron por unanimidad como el principal candidato de la organización juvenil para las elecciones europeas de 2019 en Alemania. Como resultado, el grupo de la CDU de Baja Sajonia lo votó cuarto en la lista estatal para las elecciones europeas en diciembre. Sin embargo, no logró ingresar al Parlamento Europeo.
El 16 de marzo de 2019, Kuban se impuso en la elección del nuevo presidente federal de la organización juvenil de la CDU/CSU con el 62,7 por ciento de los votos frente a su oponente Stefan Gruhner y así sucedió al nuevo secretario general de la CDU, Paul Ziemiak.  Los seguidores de Kuban como representantes de los conservadores en la Unión Joven se referían a sí mismos como "Kubaner".
Durante el mandato de Kuban, aumentó la proporción de representantes de la Junge Union en los órganos directivos de la CDU, de lo que se mostró orgulloso.
En mayo de 2020, Kuban anunció que se postularía por la CDU en las elecciones federales de 2021 como sucesor de Maria Flachsbarth en el distrito electoral de Hannover-Land II.  El 27 de marzo de 2021, se convirtió con un 84% en candidato directo de la CDU en el distrito electoral de Hannover-Land II. 
En 2021, Kuban entró al vigésimo parlamento alemán a través de la lista del estado de Baja Sajonia de la CDU, ya que perdió el mandato directo ante su competidor Matthias Miersch (SPD) por más de 15 puntos porcentuales. Kuban recibió 25,5% y Miersch 40,7% de los votos.  En el Bundestag, Kuban es miembro del pleno derecho del Comité Económico y del Comité de Asuntos de la Unión Europea. 
En 2021 y 2022, Kuban apareció con Lars Klingbeil, Ricarda Lang y Johannes Vogel en los documentales de varias partes de ARD/SWR "Die Gewählten" y "Poder en tiempo" respectivamente. Durante varios meses el dio un vistazo detrás de las escenas. La ARD lo acompañó no solo en Alemania, sino también en la República de Moldavia. 

## Posiciones políticas

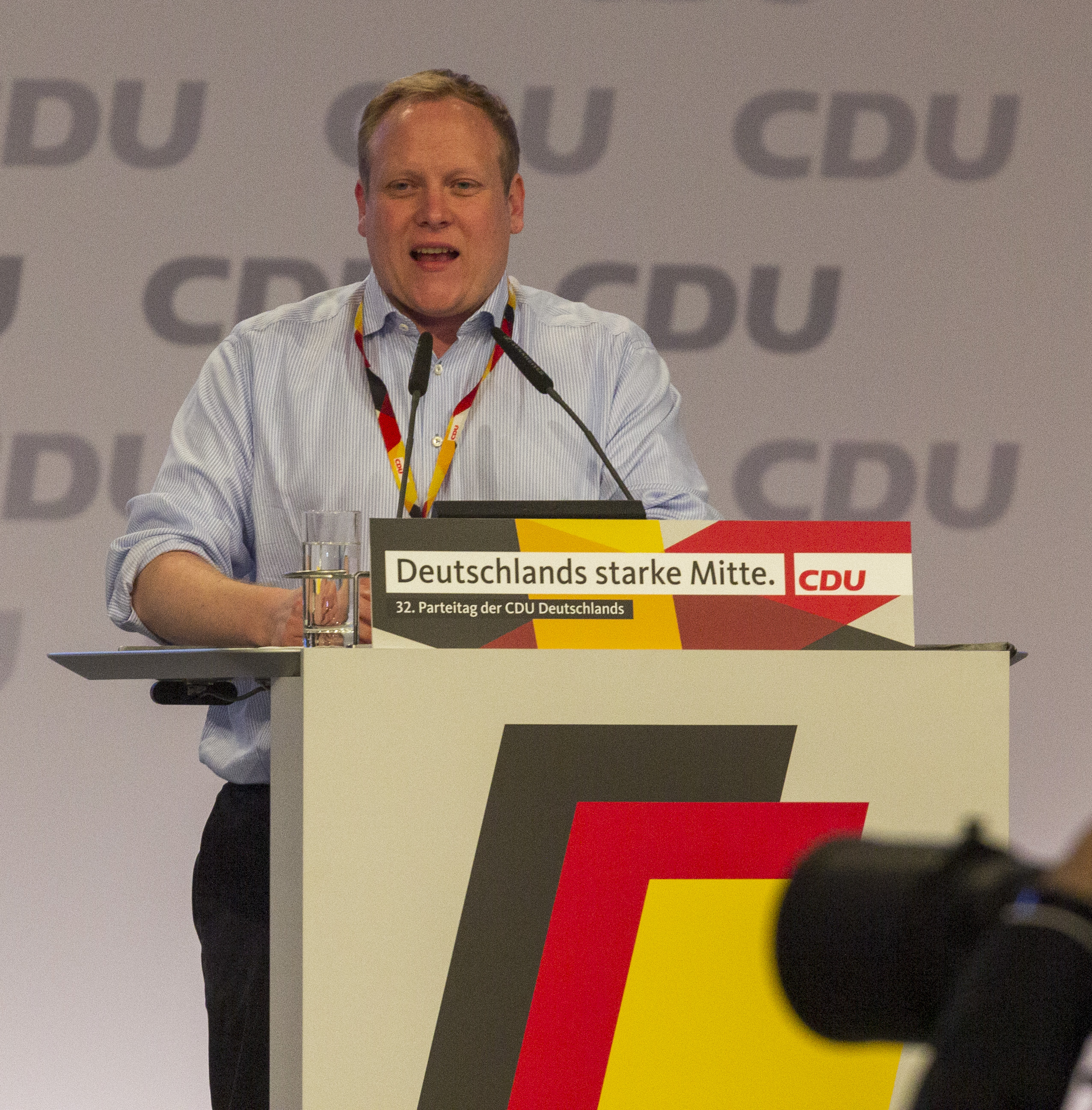
Kuban en la conferencia del partido de CDU el 23 de noviembre de 2019 en Leipzig

En 2015, Kuban firmó una carta de políticos de la Unión exigiendo que los refugiados fueran rechazados en la frontera alemana.
Kuban exigió una represión más dura en la política interna y de refugiados. Declaró que en Alemania, cualquiera que no quiera cumplir con la ley no es bienvenido: “después de todo, la Sharia no se aplica aquí”. También criticó el estado malo actual de la Bundeswehr. En el mismo discurso, refiriéndose a las personas intersexuales, dijo que estaba en contra de los baños escolares para el "tercer hasta el 312º género".
En una entrevista con el diario Die Welt, Kuban criticó una “coordinación” que creía imperante en su partido CDU. Al día siguiente, dijo en Facebook que su elección de palabras fue inapropiada.
En abril de 2019, Kuban se pronunció en contra de los filtros de carga y exigió que la gran coalición rechazara la reforma de derechos de autor de la Unión Europea ("Artículo 13") en la votación final en el Consejo de la Unión Europea.
En abril de 2020, en el periódico Die Welt, Kuban abogó por una aplicación móvil para el rastreo de contactos durante la pandemia de COVID-19, que se instalaría automáticamente en los teléfonos siempre que el usuario no se opusiera.
Políticamente, se cuenta entre el ala conservadora de su partido.